# Ole Rückbrodt
Ole Rückbrodt (Lübeck, 17 de mayo de 1983) es un deportista alemán que compitió en remo. Ganó dos medallas en el Campeonato Mundial de Remo, oro en 2006 y plata en 2007.

## Palmarés internacional
| Campeonato Mundial | Campeonato Mundial | Campeonato Mundial | Campeonato Mundial      |
| Año                | Lugar              | Medalla            | Prueba                  |
| ------------------ | ------------------ | ------------------ | ----------------------- |
| 2006               | Eton (Reino Unido) | Medalla de oro     | Dos sin timonel ligero  |
| 2007               | Múnich (Alemania)  | Medalla de plata   | Ocho con timonel ligero |